# 刑法 (琉球政府)
刑法（けいほう）は、アメリカ施政権下の沖縄においても有効とされた日本の刑法（明治40年法律第45号）のこと。琉球政府の立法院において何度か改正がなされた。

## 概要
戦前の沖縄県は内地であるため、原則的に本土と全く同一の法令が適用されていた。帝国議会で法律の制定・改正・廃止がなされれば、自動的に沖縄県にも効力が生じた。
ところが沖縄戦により、1945年の米国海軍軍政府布告第一号（「ニミッツ布告」という。）により、「現行法規の施行を持続」するとされたため、1945年当事施行されていた法律が、いわば塩漬け状態となり本土において法令の改廃が行われても沖縄県には効力が及ばなくなった。
日本の刑法は1947年（昭和22年）に大改正がなされたが、沖縄県では、従来の刑法が存続し続けた。
立法院では、復帰前までに2回の大改正を行い、本土の刑法に合わせた。

## 改正の主な要点

### 1959年の改正
- 執行猶予の法定条件を本土に合わせた。
- 罰金等の金額表示をUSドルにした。

### 1968年の改正
- 「帝国」「帝国臣民」の表現を「沖縄」「沖縄住民」に改めた。
- 皇室に関する罪（大逆罪、不敬罪、皇宮等侵入罪）の全面削除。
- 安寧秩序に対する罪の全面削除。
- 姦通罪の削除。
- 外患罪の「通謀利敵」「戦時同盟国ニ対スル行為」規定の削除。
- 国交に関する罪の「外国元首・使節ニ対スル暴行・脅迫・侮辱罪」の削除。